# Екологічна компанія «Рада»
МПП «РАДА» — українське підприємство по збору, заготівлі та переробці твердих побутових відходів, створене у 1993 році. Має власний комплекс по переробці відходів і спеціалізований автопарк, займається впровадженням інноваційних технологій у сфері поводження з відходами.
Основні напрямки діяльності:
- заготівля вторинної сировини (вторинні пластмаси, макулатура, склобій, метали та ін.)
- надання послуг з утилізації
- виробництво контейнерів
- виробництво ліній та комплексів для роздільного збору

МПП «Рада» є членом Асоціації з утилізації вторинної сировини, Клубу Пакувальників України та Київської торгово-промислової палати України.
Відповідно до вимог Постанови Кабінету Міністрів України № 915 від 26 липня 2001 р. «Про впровадження системи збирання, сортування, транспортування, переробки та утилізації відходів як вторинної сировини», на підприємстві «Рада» створена система збирання, переробки та утилізації тари (упаковки), твердих побутових відходів, як вторинної сировини.
МПП «Рада» має власний виробничий комплекс по збору, переробці, утилізації відходів, — що підтверджено державними актами на право постійного користування землею та Свідоцтвом про право власності на нерухоме майно, яке включає цеху з переробки, сортування, утилізації макулатури, металобрухту, скла, дерева, пластмаси та плівки з сучасним обладнанням високої продуктивності.

## Діяльність

### Переробка вторинних полімерів
Підприємство заготовлює вторинну сировину на території всієї України. Об'єми вивезених відходів — величезні, але майже нічого з них не потрапляє на сміттєзвалища. Макулатура, сортується по марках та відправляється на заводи з виробництва паперової продукції, склобій потрапляє на Гостомельський склозавод, який знаходиться поряд. Сміття отримує "друге життя".

### Виробництво контейнерів для роздільного збирання відходів
Підприємство першим в Україні почало виробництво склопластикових контейнерів європейського зразка з автоматичним вивантаженням, призначених для роздільного збору твердих побутових відходів.

### Виробництво ліній та комплексів для роздільного збору
МПП «Рада» надає комплексне впровадження системи роздільного збору ТПВ, що включає як сприяння у створенні програм під бюджетне фінансування, так і забезпечення сучасними депо-контейнерами з автоматичним вивантаженням, спецмашинами для транспортування побутових відходів і сортувальними лініями.

### Вклад підприємства у покращення екології регіону
«Зелений» стиль життя та ефективне поводження з твердими побутовими відходами та позитивно відображаються на екології та економіці регіону і дозволяють:
- зменшити шкідливий вплив побутових відходів на екологію та на здоров'я людини;
- забезпечити належну чистоту зелених зон, парків, скверів, прилеглої території багатоповерхових будинків від сміття;
- скоротити навантаження на сміттєві полігони та зменшити обсяги захоронення ТПВ;
- упровадити нові ресурсозберігальні технології у сфері поводження з відходами;
- забезпечити виготовлення додаткової товарної продукції за рахунок утилізації ресурсоцінних компонентів побутових відходів;
- зменшити видаткову частину місцевих бюджетів Київської області та України в цілому.

## Мережа приймальних пунктів
При зборі вторсировини компанія співпрацює з підприємствами через систему приймальних пунктів, систему роздільного збору.
Мережа приймальних пунктів охоплює Київську область (с. Бородянка, м. Буча, м. Ірпінь, смт. Гостомель, с. Ворзель, с. Коцюбинське, с. Вишгород та ін.)

## Філії
Підприємство має філії в м. Костянтинівка Донецької області, м. Житомир, с. Бородянка Київської області, спільні підприємства в таких містах як: Одеса, Львів, Луцьк, Вознесенськ, Славутич, Переяслав.

## Сертифікати, нагороди
- Диплом переможця V Всеукраїнського конкурсу проектів та програм розвитку місцевого самоврядування (2007) за проект "Розвиток системи збирання, переробки, утилізації твердих побутових відходів на території Ірпінської та Бучанської міських рад, Ворзельської, Гостомельської та Коцюбинської селищних рад Київської області.
- Диплом в номінації «Лідер природоохоронної діяльності—2011» IV Міжнародної виставки екологічно чистих технологій, рішень та проектів «Довкілля-2011», що проходила у Києві.
- Диплом першого ступеня в номінації "За найкращу презентацію екологічних проектів Міжнародного екологічного форуму «Довкілля для України»
- Диплом учасника XI виставки-ярмарку з міжнародною участю «ЕКОЛОГІЯ-2008».
- Диплом учасника VIII міжнародної спеціалізованої виставки «Комунтех — 2010».
- Почесна грамота та медаль Київського регіонального відділення асоціації міст України.
- Грамота Київської Обласної Адміністрації.
- Сертифікат від Інституту ціложиттєвого навчання ЮНЕСКО за активну участь у планетарному процесі і вагомий внесок у розвиток духовно-інтелектуальних знань суспільства і Української держави;
- Орден УПЦ святого великомученика Георгія Побідоносця;
- Грамоти та подяки від священнослужителів Приірпіння;
- Медаль від Київського регіонального відділення асоціації міст України;
- Диплом від академіка НАН України Патона Б.Є. за активну роботу у  XI виставці «Екологія – 2008».
- Компанія відзначена головою Київської обласної ради Олександром Качним та головою Київської ОДА Анатолієм Присяжнюком за професіоналізм, знання, і вклад у розвиток Київщини орденом та грамотою «За вагомий внесок у розбудову і всебічний розвиток Київської області».

- Сертифікат Торгово-промислової палати (м. Мюнхен).
- Сертифікат Торгово-промислової палати (м. Лейпциг).
- Подяки та грамоти від мерів міст Ірпінь та Буча, смт. Гостомель, Ворзель та Коцюбинське.